# Kiriłł Drogalin
Kiriłł Olegowicz Drogalin, ros. Кирилл Олегович Дрогалин (ur. 21 lutego 1963 w Moskwie) – rosyjski żużlowiec, specjalizujący się w wyścigach na lodzie, posiadający również białoruską licencję.
Czterokrotny medalista indywidualnych mistrzostw świata: trzykrotnie złoty (1997, 2000, 2001) oraz srebrny (1998). Siedmiokrotny medalista drużynowych mistrzostw świata: pięciokrotnie złoty (1997, 1998, 1999, 2000, 2001) oraz dwukrotnie srebrny (1995, 2002). Trzykrotny medalista indywidualnych mistrzostw Rosji: srebrny (1997) oraz dwukrotnie brązowy (1999, 2000). Pięciokrotny medalista drużynowych mistrzostw Rosji: trzykrotnie złoty (1990, 1996, 1999), srebrny (1993) oraz brązowy (2000). Dwukrotny zwycięzca Pucharu Rosji (1996, 1999).